# 羽島市立小熊小学校
羽島市立小熊小学校 （はしましりつ おぐましょうがっこう）は、岐阜県羽島市にある公立小学校。

## 通学区域
- 通学区域は小熊町1-4丁目、小熊町5丁目の一部、小熊町西小熊、小熊町相田、小熊町内粟野、小熊町内粟野1-4丁目、小熊町東小熊、小熊町江頭、小熊町外粟野、小熊町外粟野1-4丁目、小熊町川口、小熊町川口1丁目、小熊町天王、小熊町天王1-4丁目、小熊町川口前であり、小熊町のほぼ全域である。公立中学校の進学先は羽島市立羽島中学校である[1]。

## 沿革
- 1873年（明治6年） - 西小熊村に和風学校が開校。一乗寺境内に校舎を設置。
- 1882年（明治15年） - 阿蘇神社境内に移転。東小熊村に分教場を設置[2]。
- 1883年（明治16年） - 小熊小学校に改称する。
- 1886年（明治19年） - 小熊尋常小学校に改称する。
- 1891年（明治24年） - 濃尾地震により校舎全壊（1893年再建）。
- 1897年（明治30年）4月1日 - 西小熊村、東小熊村、島村、川森村が合併し、小熊村が発足。
- 1899年（明治32年） - 小熊尋常高等小学校に改称する。
- 1906年（明治39年） - 農業補習学校を併設。
- 1911年（明治44年） - 現在地に移転。
- 1941年（昭和16年） - 小熊国民学校に改称する。
- 1947年（昭和22年） - 小熊村立小熊小学校に改称する。
- 1953年（昭和28年） - 一部の校舎（1911年完成）が老朽化で使用できなくなり、隣接する旧・小熊村立小熊中学校[3]校舎（1947年完成）を使用。
- 1954年（昭和29年）4月1日 - 正木村、足近村、小熊村、竹ヶ鼻町、上中島村、下中島村、江吉良村、堀津村、福寿村、桑原村が合併し羽島市が発足。同時に羽島市立小熊小学校に改称する。
- 1955年（昭和30年） - 新校舎（木造平屋建）が完成。
- 1961年（昭和36年） - 赤痢の集団感染が発生。5日間臨時休校。
- 1976年（昭和51年） - 現在の新校舎（鉄筋コンクリート造3階建）が完成。その後1978年、1981年に増築。